# Hans Majestet Kongens Garde
Hans Majestet Kongens Garde (HMKG) ("A Guarda Real da Sua Majestade o Rei") é um batalhão do exército norueguês. Suas funções são proteger o rei, guardar as residências reais (o Palácio Real de Oslo, Bygdøy Kongsgård e Skaugum) e a Fortaleza de Akershus em Oslo, sendo a principal unidade de defesa das forças armadas para a capital da Noruega. Seu quartel-general fica, desde meados do século XIX, no Huseby leir em Oslo.

## Galeria

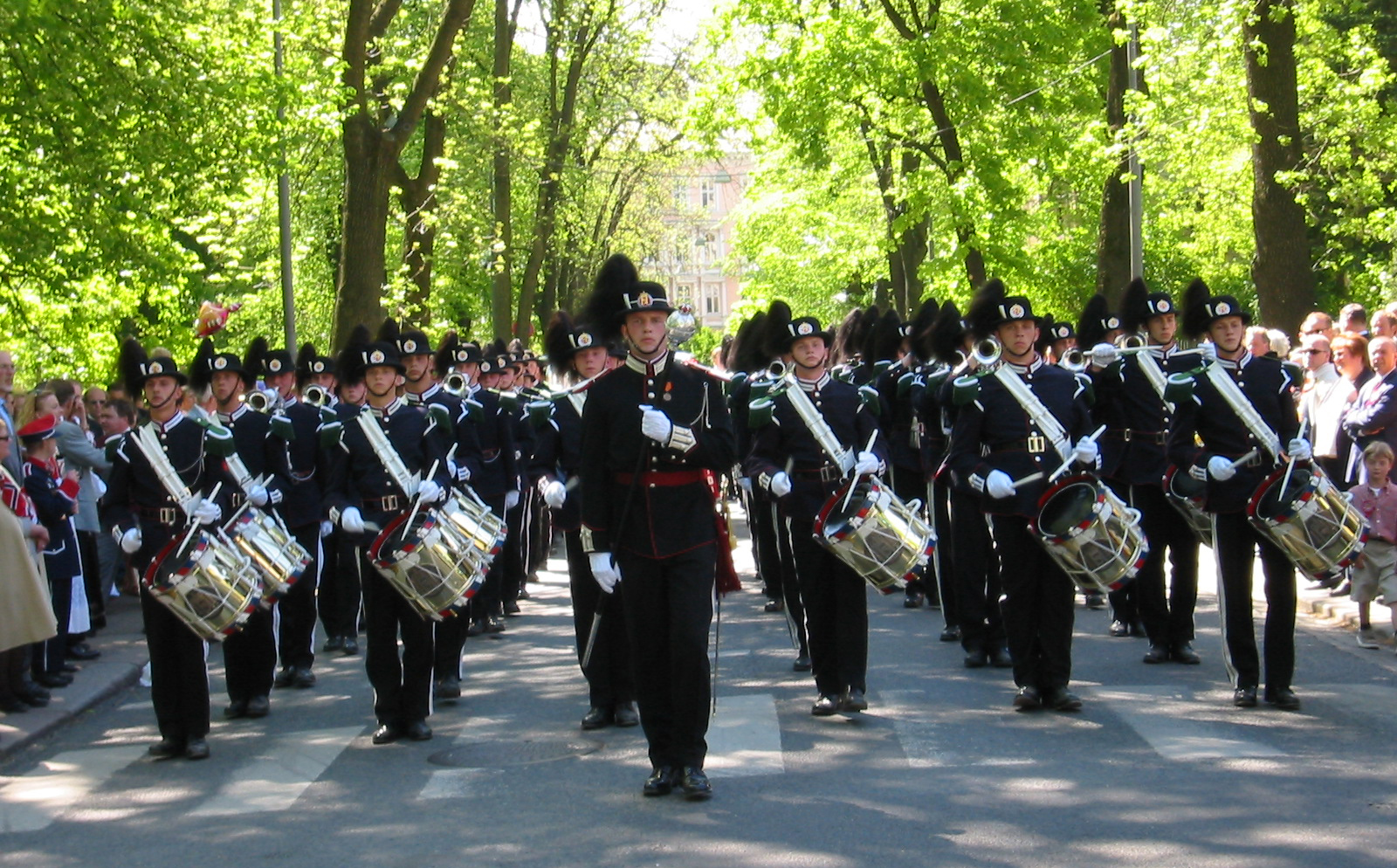
Militares da HMKG.
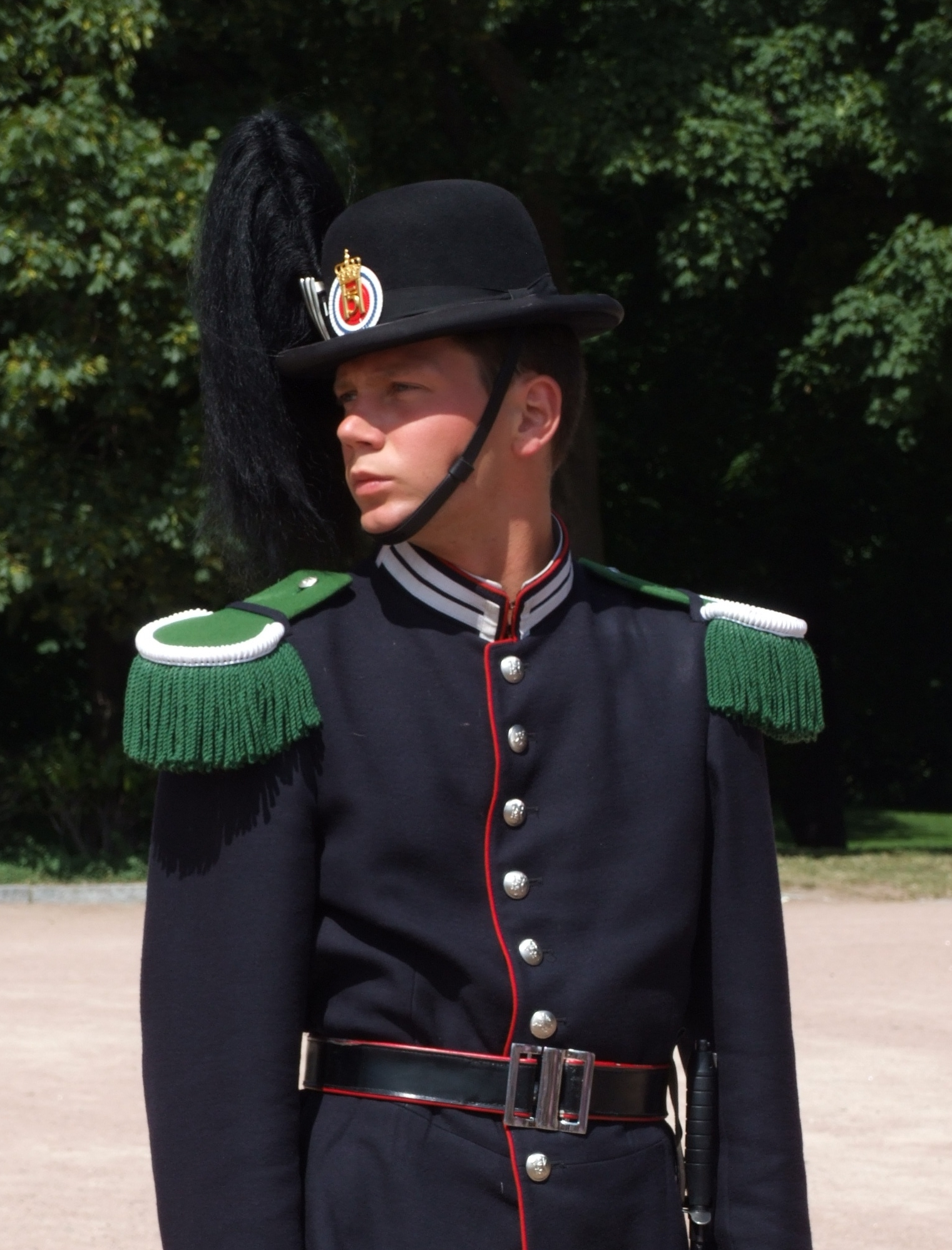
Um membro da guarda real.
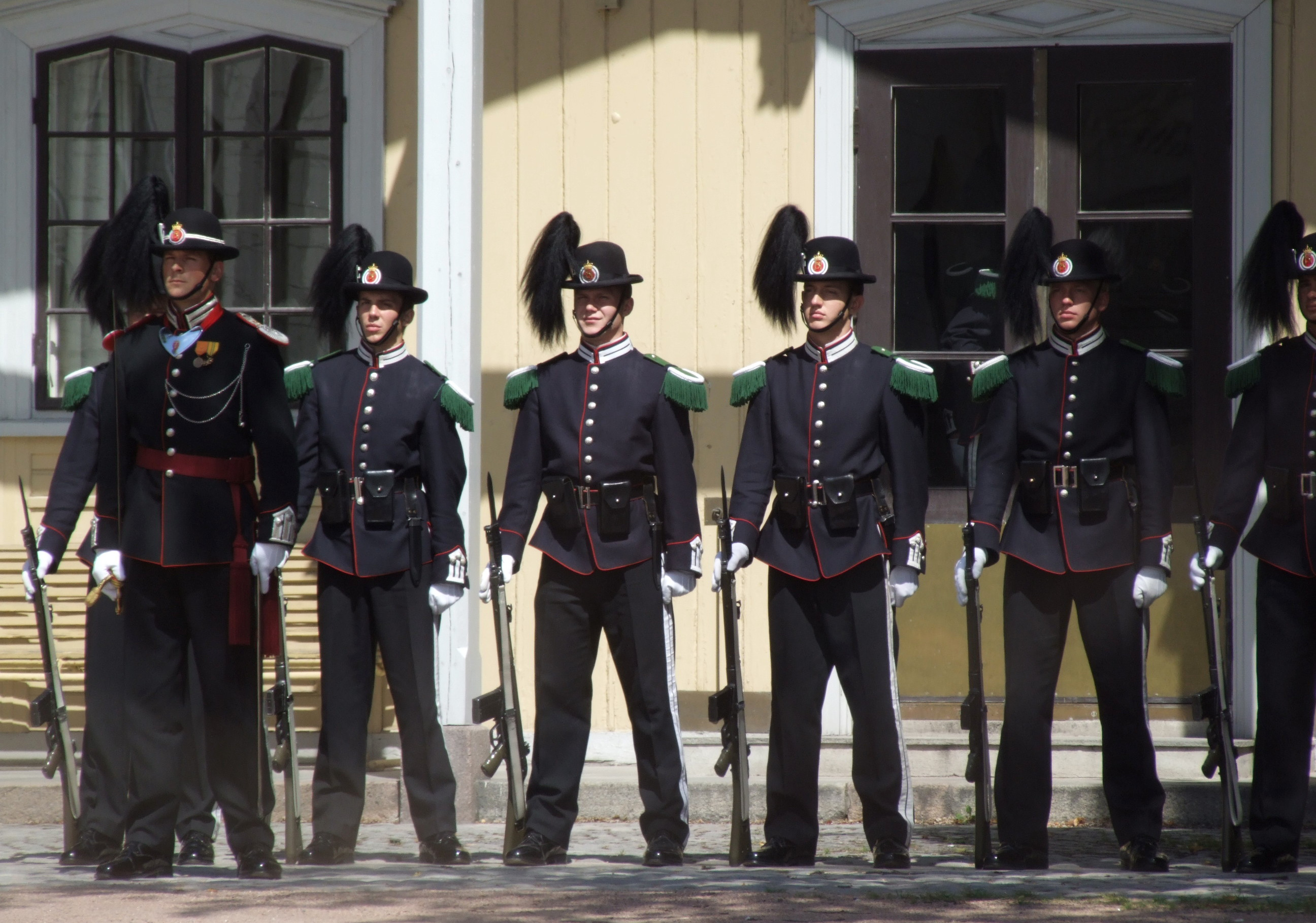
Soldados da guarda real norueguesa.